# 기모쓰키군

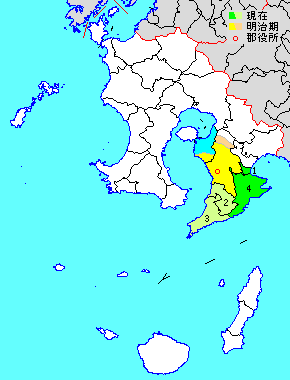
기모쓰키 군의 위치

기모쓰키군(일본어: 肝属郡, きもつきぐん)은 일본 오스미국, 가고시마현의 군이다.
인구 30,261명, 면적 712.64km², 인구밀도 42.5명/km².(2025년 3월 1일, 추계인구)
이하 4정으로 구성된다.
- 히가시쿠시라정(東串良町)
- 긴코정(錦江町)
- 미나미오스미정(南大隅町)
- 기모쓰키정(肝付町)

## 역사
713년의 오스미국 설치 때부터 존재한 4군의 하나이다.
- 2005년 3월 22일 - 오네지메 정·다시로 정이 합병해 긴코 정이 성립하였다.
- 2005년 3월 31일 - 네지메 정·사타 정이 합병해 미나미오스미 정이 성립하였다.
- 2005년 7월 1일 - 우치노우라 정·고야마 정이 합병해 기모스키 정이 성립하였다.
- 2006년 1월 1일 - 구시라 정·아이라 정이 가노야 시, 소오 군 기호쿠 정과 합병해 가노야시가 성립, 군에서 이탈하였다.